# Chess.com
Chess.com és un servidor d'escacs a Internet, un lloc web de notícies i un lloc web de xarxes socials. El lloc té un model freemium en què algunes funcions estan disponibles de forma gratuïta i d'altres estan disponibles per a comptes amb subscripcions. Els escacs en línia en directe es poden jugar contra altres usuaris bé diàriament, o en modalitat ràpida, blitz o bala, amb una sèrie de variacions dels escacs també disponibles. També s'ofereix jugar a escacs contra un motor d'escacs, anàlisis per ordinador, puzles d'escacs i altres recursos didàctics.
Una de les plataformes d'escacs més grans del món, va assolir la fita dels 100 milions d'usuaris el 16 de desembre de 2022. Chess.com ha allotjat tornejos en línia com ara el Titled Tuesdays, la PRO Chess League, els Speed Chess Championships, PogChamps, Olimpíades d'escacs en línia i esdeveniments ordinador contra ordinador.